# Joan Burrull i Soteras
Joan Burrull i Soteras   (Igualada, segle XIX - valor desconegut) fou un director i clarinetista.
Exercí com a professor de música i també a la vegada de director de bandes de poblacions com ara Calaf, Guissona, Vilanova i la Geltrú i Igualada, la seva ciutat d'origen.
Més endavant, durant la seva estada instal·lada a Lleida a causa de motius familiars va desenvolupar el càrrec de sotsdirector de la Banda Municipal de Lleida. A part d'exercir aquest ofici també duia a terme la pràctica del clarinet com el seu instrument durant l'etapa que Joan Roch era el que s'encarregava de la direcció fins a l'any 1860.
El 17 de maig de 1860, es presentà a la convocatòria per poder cobrir el càrrec de músic major de la municipalitat en competència amb Pau Ichart, finalment va ser l'últim el que va aconseguir la plaça.
No hi ha constància de fins quan va duu a terme el càrrec de sotsdirector de la Banda Municipal de Lleida. L'única informació contrastada en els documents conservats a l'Arxiu Històric de l'Ajuntament de Lleida anoten que l'any 1869 en la convocatòria de la plaça de director de banda no figura en cap dels càrrecs amb formació per desenvolupar com el de sotsdirector i el de clarinetista.